# Жене, Рудольф
Генрих Рудольф Жене (нем. Heinrich Rudolf Genée; 12 декабря 1824 — 19 января 1914) — немецкий писатель; в 1865 начал свои публичные декламации драм Шекспира, имевшие всюду, в том числе и в Петербурге, громадный успех.
С 1879 года он читает в берлинском «Victoria-Lyceum» исключительно о Шекспире. Его первым произведением была сатира «Фаустин I, царь гаитийский» (1850), затем последовали «Комедии» (1853 и 1879), «Поэтические вечера» (1874), исторический роман «Мариенбург» (1884), «Бисмаркиада» (1891) и другие.
Из его историко-литературных трудов наиболее значимы:
- «История Шекспировских драм в Германии» (1870),
- «Жизнь и сочинения Шекспира» (1871),
- «Немецкий театр и реформенный вопрос» (1877),
- «Английские мистерии» (1877),
- «Классические женские портреты» (1884) и, наконец, новейшее его исследование «Ганс Сакс и его время» (1894).